# برمستر
برمستر (انگلیسی: Burmester) شرکت الکترونیک آلمانی است، که در سال ۱۹۷۷ تأسیس شد.